# تينا ساينز
تينا ساينز (بالإسبانية: Tina Sainz)‏ (و. 1945 – م) هي ممثلة، ومقدمة تلفزيونية من إسبانيا. ولدت في مدريد.

## قائمة الأعمال

### الأفلام
- (2003) توريمولينوس 73

## وصلات خارجية
- تينا ساينز على موقع IMDb (الإنجليزية)
- تينا ساينز على موقع قاعدة بيانات الفيلم (الإنجليزية)